# Шёлковый путь 2009
Шёлковый путь 2009 (англ. Silk Way Rally 2009, тат. Ефәк юлы 2009, каз. Жібек жолы 2009, туркм. Ýüpek ýoly 2009) — международный ралли-рейд по территории России (Татарстан и Оренбургская область), Казахстана и Туркменистана, единственный этап Серии «Дакар» 2009 года. 
Стартовал 5 сентября 2009 года в Казани. Финишировал 13 сентября 2009 года в Ашхабаде.
Общая протяжённость дистанции — около 4356 км: из них 3208 км — спецучастки, 1098 км — лиазоны. Характер трассы: 65 % — грунтовые и песчаные участки, 35 % — «тяжёлые пески». Участникам предстояло преодолеть плато Устюрт в Казахстане и пустыню Каракумы в Туркменистане.
Презентация ралли «Шёлковый путь» состоялась 16 апреля 2009 года в Париже в резиденции Чрезвычайного и Полномочного посла Российской Федерации во Франции.
Соревнование проводилось по инициативе президентов России — Дмитрия Медведева, Казахстана — Нурсултана Назарбаева и Туркменистана — Гурбангулы Бердымухамедова и его значение выходит за рамки сугубо спортивной акции. Ралли «Шёлковый путь» призвано стать ещё одним символом неразрывности дружбы и добрососедства, издревле связывающих народы Туркменистана, России и Казахстана.
Президент России Д. Медведев посетил финиш гонки в Ашхабаде.
В 2010 году ралли «Шёлковый путь» состоялось вновь, однако прошло по новому маршруту: Санкт-Петербург — Сочи.

## Участники
В гонке приняли участие как профессиональные заводские (Volkswagen, «КАМАЗ-мастер»), так и сильнейшие частные команды (Nissan Dessoude и SMG — в категории внедорожников; Iveco, MAN, Tatra — в категории грузовиков).
Автомобили иностранных участников были доставлены в Казань на тяжёлых транспортных самолётах Ан-124 «Руслан».
После административных и технических проверок к старту были допущены 51 внедорожник и 20 грузовиков.

## Маршрут
Карта маршрута
| Этап | Дата        | От          | До          | Связка | Спецучасток | Связка | Спецучасток | Связка | Всего  |
| ---- | ----------- | ----------- | ----------- | ------ | ----------- | ------ | ----------- | ------ | ------ |
| 1    | 5 сентября  | Казань      | Казань      |        | 2 км        |        |             |        | 2 км   |
| 2    | 6 сентября  | Казань      | Бугуруслан  | 90 км  | 141 км      | 247 км |             |        | 478 км |
| 3    | 7 сентября  | Бугуруслан  | Уральск     | 26 км  | 116 км      | 102 км | 115 км      | 188 км | 547 км |
| 4    | 8 сентября  | Уральск     | Бейнеу      | 268 км | 580 км      | 28 км  |             |        | 876 км |
| 5    | 9 сентября  | Бейнеу      | Жанаозен    | 35 км  | 424 км      | 20 км  |             |        | 479 км |
| 6    | 10 сентября | Жанаозен    | Туркменбаши | 43 км  | 514 км      | 141 км |             |        | 698 км |
| 7    | 11 сентября | Туркменбаши | Балканабад  | 13 км  | 345 км      | 59 км  |             |        | 417 км |
| 8    | 12 сентября | Балканабад  | Туркменбаши | 13 км  | 360 км      | 141 км |             |        | 514 км |
| 9    | 13 сентября | Туркменбаши | Ашхабад     | 13 км  | 24 км       | 580 км |             |        | 617 км |

## Победители этапов
| Этап | Внедорожники                                               | Внедорожники                                               | Внедорожники                                               | Грузовики                                                  | Грузовики                                                  | Грузовики                                                  |
| Этап | Пилот                                                      | Марка                                                      | Время                                                      | Пилот                                                      | Марка                                                      | Время                                                      |
| ---- | ---------------------------------------------------------- | ---------------------------------------------------------- | ---------------------------------------------------------- | ---------------------------------------------------------- | ---------------------------------------------------------- | ---------------------------------------------------------- |
| 1    | Жиниэль де Вильерс                                         | Volkswagen                                                 | 02' 09"                                                    | Фирдаус Кабиров                                            | КАМАЗ                                                      | 02' 31"                                                    |
| 2    | Нассер Аль-Аттия                                           | Volkswagen                                                 | 1ч 10' 15"                                                 | Жерар де Роой                                              | Iveco                                                      | 1ч 22' 00"                                                 |
| 3    | Нассер Аль-Аттия                                           | Volkswagen                                                 | 2ч 06' 47"                                                 | Владимир Чагин                                             | КАМАЗ                                                      | 2ч 25' 54"                                                 |
| 4    | Карлос Сайнс                                               | Volkswagen                                                 | 5ч 13' 05"                                                 | Фирдаус Кабиров                                            | КАМАЗ                                                      | 5ч 54' 07"                                                 |
| 5    | Жиниэль де Вильерс                                         | Volkswagen                                                 | 3ч 41' 37"                                                 | Фирдаус Кабиров                                            | КАМАЗ                                                      | 4ч 05' 13"                                                 |
| 6    | Карлос Сайнс                                               | Volkswagen                                                 | 5ч 01' 47"                                                 | Владимир Чагин                                             | КАМАЗ                                                      | 5ч 29' 01"                                                 |
| 7    | Нассер Аль-Аттия                                           | Volkswagen                                                 | 3ч 24' 36"                                                 | Владимир Чагин                                             | КАМАЗ                                                      | 4ч 00' 19"                                                 |
| 8    | Карлос Сайнс                                               | Volkswagen                                                 | 3ч 24' 05"                                                 | Алеш Лопрайс                                               | Tatra                                                      | 4ч 04' 21"                                                 |
| 9    | Результаты спецучастка не учитывались в общем зачете гонки | Результаты спецучастка не учитывались в общем зачете гонки | Результаты спецучастка не учитывались в общем зачете гонки | Результаты спецучастка не учитывались в общем зачете гонки | Результаты спецучастка не учитывались в общем зачете гонки | Результаты спецучастка не учитывались в общем зачете гонки |

## Результаты

### Авто
| Место | #   | Пилот              | Штурман            | Команда               | Автомобиль                | Время       | Штраф |
| ----- | --- | ------------------ | ------------------ | --------------------- | ------------------------- | ----------- | ----- |
| 1     | 101 | Карлос Сайнс       | Лукас Круз         | Volkswagen Motorsport | Volkswagen Race Touareg 2 | 24ч 12' 21" |       |
| 2     | 103 | Марк Миллер        | Ральф Питчфорд     | Volkswagen Motorsport | Volkswagen Race Touareg 2 | + 21' 52"   |       |
| 3     | 100 | Жиниэль де Вильерс | Дирк фон Цитцевитц | Volkswagen Motorsport | Volkswagen Race Touareg 2 | + 28' 09"   |       |

- Примечание: В таблицу включены только 3 позиции.

### Грузовики
| Место | #   | Пилот            | Экипаж                             | Команда            | Автомобиль                | Время         | Штраф |
| ----- | --- | ---------------- | ---------------------------------- | ------------------ | ------------------------- | ------------- | ----- |
| 1     | 201 | Фирдаус Кабиров  | Андрей Мокеев Анатолий Танин       | КАМАЗ-мастер       | КАМАЗ 4911                | 28ч 13' 52"   |       |
| 2     | 202 | Жерар де Роой    | Том Колсул Дарек Родевальд         | De Rooy 2009       | Iveco Trakker 4X4         | + 1ч 02' 25"  |       |
| 3     | 203 | Алеш Лопрайс     | Ярослав Мисколчи Милан Холан       | Loprais Tatra Team | Tatra T815-2Z0R45124004X4 | + 1ч 42' 20"  |       |
| 4     | 215 | Эдуард Николаев  | Вячеслав Мизюкаев Айрат Исрафилов  | КАМАЗ-мастер       | КАМАЗ 4911                | + 1ч 57' 42"  |       |
| 5     | 207 | Ильгизар Мардеев | Станислав Погожих Андрей Каргинов  | КАМАЗ-мастер       | КАМАЗ 4911                | + 2ч 19' 17"  |       |
| 6     | 204 | Владимир Чагин   | Сергей Савостин Ильдар Шайсултанов | КАМАЗ-мастер       | КАМАЗ 4911                | + 2ч 32' 14"  |       |
| 7     | 206 | Мартин Мацик     | Йозеф Калина Мартин Мацик-младший  | KM Racing Team     | LIAZ 111.154              | + 4ч 01' 15"  |       |
| 8     | 218 | Яков Мехтиев     | Игорь Козлов Виктор Куповец        | MAN Ренат-Транс    | MAN TGS 18.480 4X4BB      | + 6ч 11' 27"  |       |
| 9     | 205 | Ян де Роой       | Иво Гесенс Петер ван Эрд           | De Rooy 2009       | Iveco Trakker             | + 6ч 51' 37"  |       |
| 10    | 213 | Матиас Берингер  | Хуго Куппер Зигфрид Шадль          | HS Rallye Team     | MAN 18.284 LAK            | + 10ч 28' 37" | 3ч    |

## Сходы

### Авто
- 5-й этап:  Филипп Гаш — поломка;  Мирослав Заплетал — поломка двигателя
- 8-й этап:  Нассер Аль-Аттия — авария

### Грузовики
- 4-й этап:  Руслан Фуруджи — поломка переднего моста;  Марко Пьяна — поломка коробки передач

## Формат телевизионной трансляции
Ралли «Шелковый путь» транслировалось телеканалом РТР-Спорт. Ежедневный журнал хронометражем 20 минут состоял из двух частей: 13 минут основного материала (highlights) и семи минут сюжета корреспондента с места событий.
Комментировал программу Константин Курочкин. Корреспондент — Александр Гришин.